# هاردین (میزوری)
هاردین (به انگلیسی: Hardin) یک شهر در ایالات متحده آمریکا است که در شهرستان ری، میزوری واقع شده‌است. هاردین ۱٫۶۶ کیلومتر مربع مساحت و ۵۶۹ نفر جمعیت دارد و ۲۱۲ متر بالاتر از سطح دریا قرار دارد.